# Evangelische Stadtkirche (Unna)

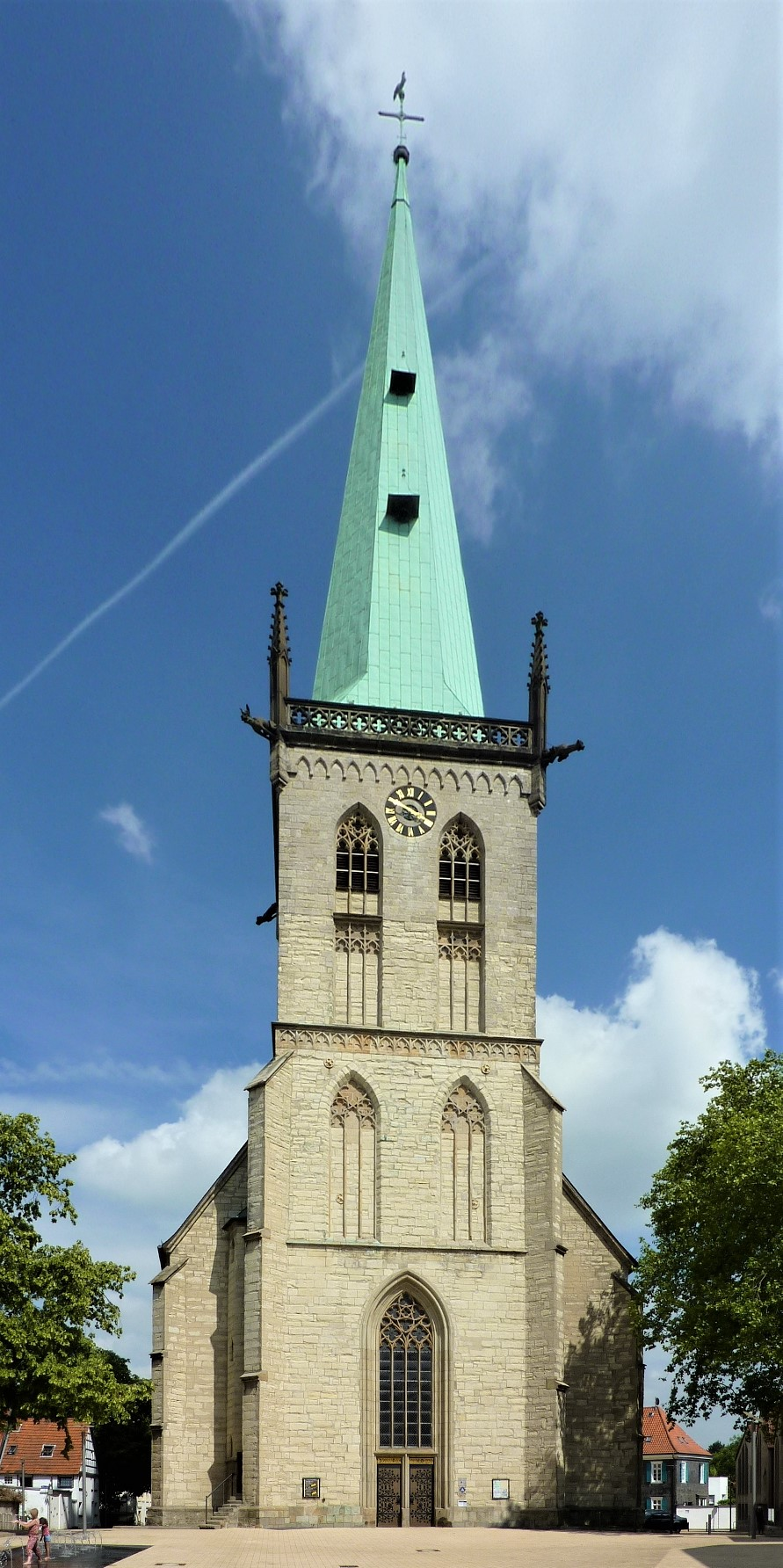
Turm der Stadtkirche

Die Evangelische Stadtkirche in Unna in Nordrhein-Westfalen ist eine gotische Hallenkirche aus dem 14. Jahrhundert.

## Geschichte

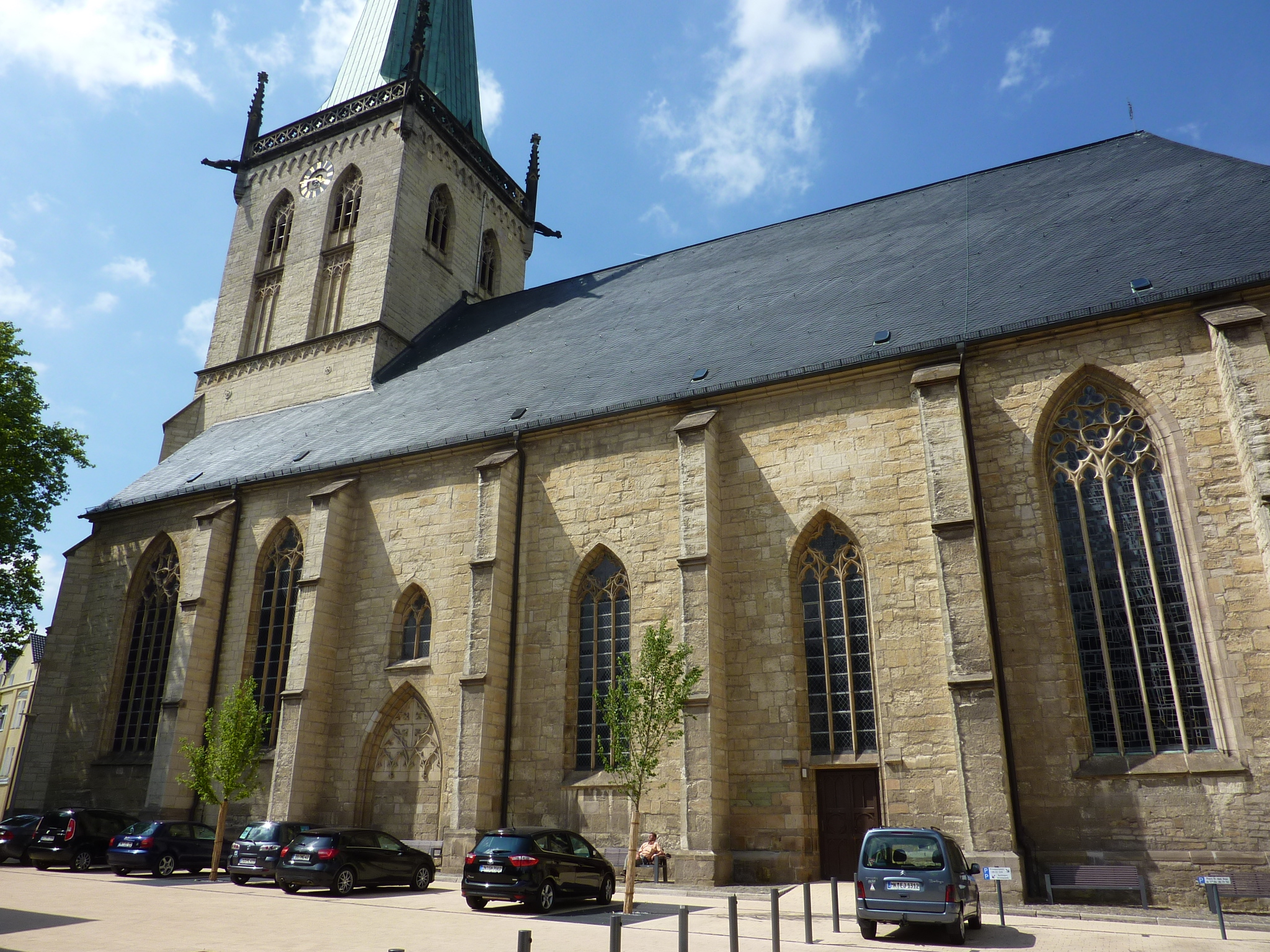
Ansicht von Süden

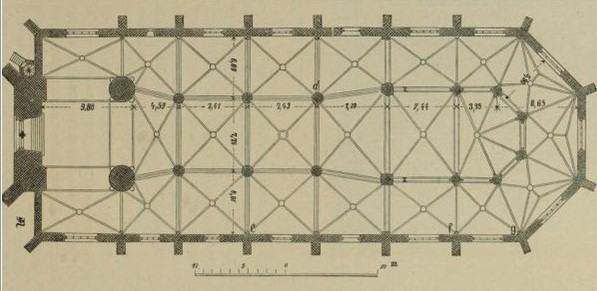
Grundriss 1881

Die bis zur Einführung der Reformation den heiligen Clemens, Dionysius und Nikomedes geweihte Kirche gilt in ihrer Raumdisposition für Westfalen als ungewöhnlich, da die Seitenschiffe um den Chor als Umgang herumgeführt werden. 
Das dreijochige Langhaus wurde vermutlich nach 1322 errichtet, der Chor nach Weiheinschrift 1389 begonnen und 1396 vollendet. Der mächtige Westturm, der in das Mittelschiff einbezogen ist und in Mauerstärke aus der Westfront hervortritt, wurde 1407 bis 1467 erbaut. Der Turmhelm wurde mehrfach zerstört; er erhielt seine jetzige Gestalt mit Maßwerkgalerie 1863 nach Entwürfen von Ernst Friedrich Zwirner. Damit hat der Turm eine Gesamthöhe von 84 m.
1918 erhielt der Turm ein wuchtiges Gussstahlgeläut der Tonfolge a°-c′-es′, das sich bis heute erhalten hat. Die beiden bronzenen Uhrglocken hängen in zwei Dachgauben auf der Westseite des Turmhelmes; sie wurden 1861 bei Petit & Edelbrock in Gescher gegossen.
Von 1596 bis 1601 war Philipp Nicolai Pfarrer an der Stadtkirche. Er schrieb hier 1599 das Buch Freudenspiegel des ewigen Lebens, in dem er zum ersten Mal seine beiden berühmten Kirchenlieder Wie schön leuchtet der Morgenstern und Wachet auf, ruft uns die Stimme veröffentlichte.  

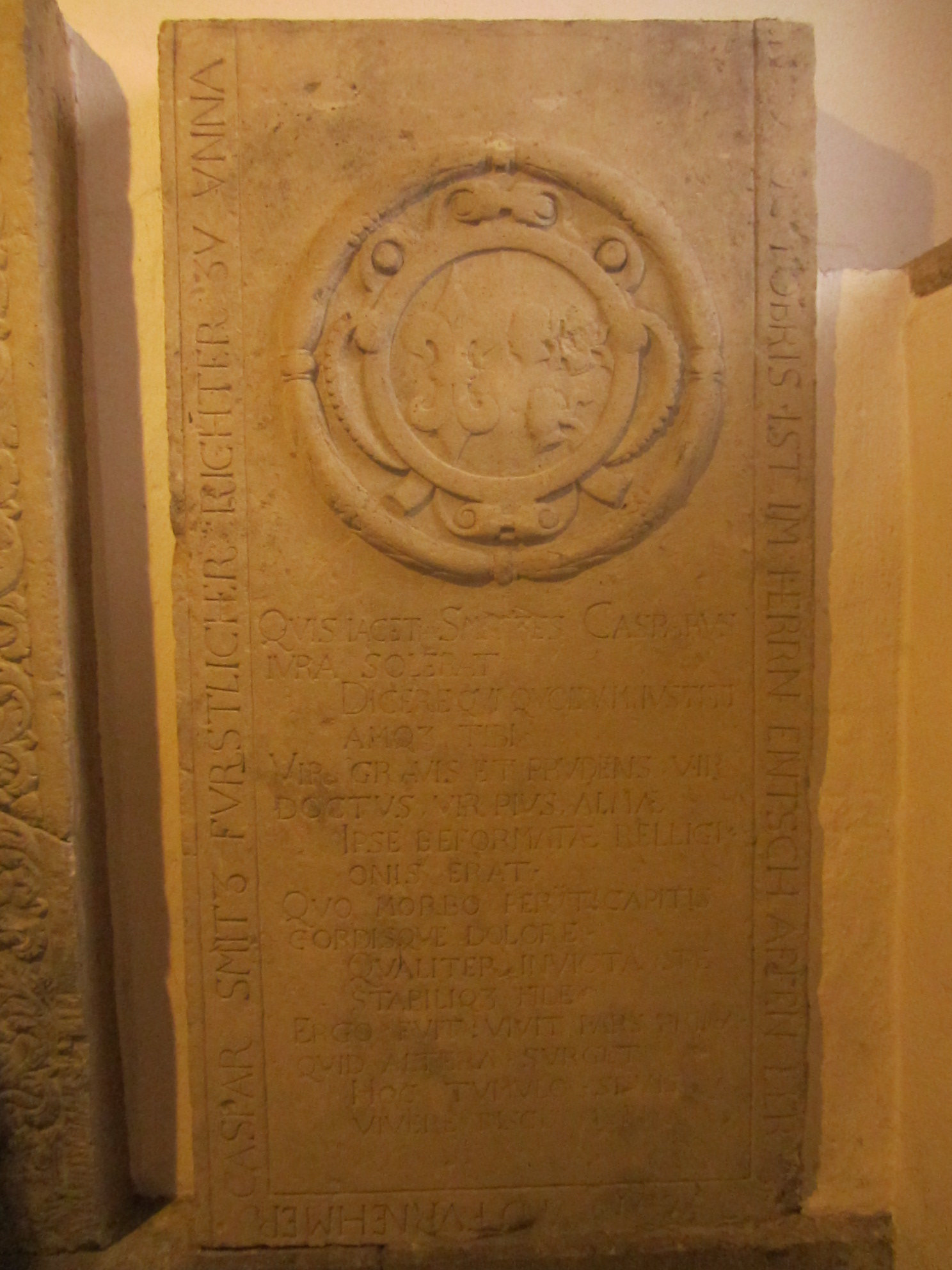
Grabstein von Caspar Schmitz

Die Grabsteine, die an den Seitenwänden und im Umgang um den Chor aufgestellt sind, lagen früher als Deckplatten der Gräber auf dem Boden. Sie zeugen von Persönlichkeiten, die in der Kirche von 1619 bis 1794 begraben worden sind, z. B. der Grabstein von Caspar Schmitz, der am 9. Oktober 1619 starb. Er wirkte von 1593 bis 1619 als landesherrlicher Richter und gehörte der reformierten Konfession an. Sein Grabstein steht unter der Orgelempore direkt an der Nordseite. Die Grabsteine erinnern vor allem an Bürgermeister der Stadt Unna, Pastoren und Richter, sowie einige Ehefrauen und Kinder.
Am 18. Januar 2018 wurde die Kirche durch den Sturm Friederike beschädigt. Eine Fiale vom Turm brach ab, stürzte auf das Dach des Kirchenschiffes und beschädigte das darunter liegende Gewölbe; dadurch wurde die Statik der Kirche gefährdet. Die Schäden waren die schlimmsten seit dem Zweiten Weltkrieg. Im Zuge der Renovierung wurden Schäden an der Fassade entdeckt, die bis zum 700-jährigen Jubiläum der Kirche im Juni 2022 behoben werden konnten.

## Orgel
Die Orgel aus dem Jahr 1973 stammt von Richard Rensch (Lauffen am Neckar). Das Instrument hat 49 Register (Schleifladen) auf drei Manualen und Pedal; die Spieltrakturen sind mechanisch, die Registertrakturen elektropneumatisch. Für die Firma Rensch Orgelbau war die Orgel in Unna der erste große Orgelneubau außerhalb Süddeutschlands. Sie sollte den Verlauf der Unternehmensgeschichte verändern: Der Orgelbauer Richard Rensch stürzte bei Intonationsarbeiten am 29. Oktober 1973 von der Orgel ab und war von diesem Moment an querschnittsgelähmt.
| I Hauptwerk C– |                    |       |
| 1.             | Bourdon            | 16′   |
| 2.             | Principal          | 8′    |
| 3.             | Rohrflöte          | 8′    |
| 4.             | Octave             | 4′    |
| 5.             | Spitzflöte         | 4′    |
| 6.             | Quinte             | 2 ⁄3′ |
| 7.             | Octave             | 2′    |
| 8.             | Kornett V          | 8′    |
| 9.             | Mixtur V           | 2′    |
| 10.            | Zimbel III         | 1⁄2′  |
| 11.            | Fagott             | 16′   |
| 12.            | Trompete           | 8′    |
| 13.            | Horizontaltrompete | 8′    |

| II Rückpositiv C– |                 |        |
| 14.               | Holzgedeckt     | 8′     |
| 15.               | Quintade        | 8′     |
| 16.               | Blockflöte      | 4′     |
| 17.               | Principal       | 4′     |
| 18.               | Flachflöte      | 2′     |
| 19.               | Quinte          | 1 ⁄3′  |
| 20.               | Terz            | 1 3⁄5′ |
| 21.               | Septime         | 1 ⁄7′  |
| 22.               | Scharfzimbel IV | 1′     |
| 23.               | Rankett         | 16′    |
| 24.               | Krummhorn       | 8′     |
|                   | Tremulant       |        |

| III Schwellwerk C– |                   |       |
| 25.                | Hohlflöte         | 8′    |
| 26.                | Metallgedeckt     | 8′    |
| 27.                | Spitzgambe        | 8′    |
| 28.                | Gambe celeste     | 8′    |
| 29.                | Ital. Prinzipal   | 4′    |
| 30.                | Koppelflöte       | 4′    |
| 31.                | Octave            | 2′    |
| 32.                | Nachthorn         | 2′    |
| 33.                | Sifflöte          | 1′    |
| 34.                | Sesquialter I-II  | 2 ⁄3′ |
| 35.                | Scharfmixtur IV-V | 1 ⁄3′ |
| 36.                | Dulcian           | 16′   |
| 37.                | Oboe              | 8′    |
| 38.                | Messingschalmey   | 4′    |
|                    | Tremulant         |       |

| Pedal C– |                  |        |
| 39.      | Principal        | 16′    |
| 40.      | Subbaß           | 16′    |
| 41.      | Octave           | 8′     |
| 42.      | Lieblich Gedeckt | 8′     |
| 43.      | Choralbaß        | 4′     |
| 44.      | Bauernpfeife     | 2′     |
| 45.      | Rauschpfeife III | 5 1⁄3′ |
| 46.      | Mixtur V         | 2 ⁄3′  |
| 47.      | Posaune          | 16′    |
| 48.      | Trompete         | 8′     |
| 49.      | Clarine          | 4′     |

- Koppeln: II/I, III/I, I/P, II/P, III/P
- Spielhilfen: 8-fache Setzeranlage, Registercrescendo als Schwelltritt